# Хотел Адолфа Халброра
Хотел Адолфа Халброра је зграда која се налази у Суботици, у улици Корзо број 10, подигнута 1897. године и представља непокретно културно добро као  споменик културе.
Данас позната као кафана "Загреб", зграда је била у власништву Мора Халброра (Halbrohr Mór). Грађевину у којој је био првобитно хотел "Национал" (Nemzeti sálloda) је пројектовао Геза Коцка (Kocka Géza) 1897. године, да би 1905. године архитекта Ференц Рајхл (Raichl Ferenc) преуредио. Са тим преуређивањем фасада која је имала одлике ренесансе прекрива се вегетабилном орнаментиком сецесијског карактера.
У средини је главни улазни портал и дуж приземља се нижу лучни портали. Око главног портала су равни пиластри. Објекат има три ризалитне поделе, средишњи и ивични. На ризалитима на спратном делу су масивни балкони на конзолама са касетираном балустрадом, на ризалитима су прозори лучни, а у међуризалитном делу правоугаони са сегментним тимпаноном. Над ризалитима су равне касетиране атике. Гипсана декорација у виду гирланди, вегетабилних мотива, те симбола занимања и припадности самог пројектанта (шестар и троугао), сведена је у међупрозорска поља спратног дела објекта. Појединачно се јавља и на полукапителима, испод поткровног венца у виду низа конзола.